# Emboloecia sauzalitae
Emboloecia sauzalitae là một loài bướm đêm trong họ Noctuidae.